# Julie Lavergne
Pour les articles homonymes, voir Lavergne.
Julie Lavergne, née Ozaneaux le 19 décembre 1823 à Paris et morte le 16 mars 1886 à Paris (6e arrondissement), est une écrivaine française.

## Biographie
Cécile Joséphine Julie Lavergne Ozaneaux est la fille de Catherine-Lucie Sproit et de Georges Ozaneaux.
Elle épouse le 9 novembre 1844 à Paris le peintre Claudius Lavergne, avec lequel elle a neuf enfants. Le père Lacordaire célèbre le mariage religieux à l'église Saint-Louis-en-l'Île.
Elle écrivit de nombreux contes et nouvelles, évoquant souvent l'histoire et les paysages de sa Normandie. Ce fut une catholique fervente et monarchiste, amie de Louis Veuillot et d'Henri Lacordaire . Son fils, Joseph, publia sa Correspondance après sa mort, en 1902.
La correspondance de Julie Lavergne dévoile une forte personnalité, doublée d'une vive sensibilité que les règles de bienséance inculquées ne parviennent pas à masquer et étouffer. Ces lettres dévoilent aussi comment pouvait s'opérer l'intériorisation des règles de vie imposées aux femmes dans la société du XIXe siècle. Mais au-delà de cette intériorisation, si parfaitement réussie chez Julie Lavergne, cette correspondance trahit, plus qu'elle ne dit, la lancinante difficulté d'être une femme prisonnière d'un rôle assigné. L'instruction soignée dont a bénéficié Julie Lavergne lui permit de se passionner pour la chose intellectuelle, de s'y réfugier dans les heures de terrible souffrance, et de mettre des mots sur ses douleurs autant que sur ses joies, ses contradictions intérieures et ses déchirures intimes.
"Pendant les longues souffrances[....]je suis revenue à ce qui avait été la passion de ma jeunesse: l'étude des monuments et des livres" écrit-elle.
Elle considèrera ses romans comme ses "enfants de papier".
« Fille que je suis, qu'ai-je fait depuis dix-sept ans? écrit-elle à son père. Garçon, j'aurais été un savant; je serais parvenu, par mes talents, à une position honorable; fille, j'ai émietté mon temps aux petites occupations femelles », renonçant aux études qu'elle aimait et regrettant de ne jamais pouvoir signer ses œuvres du nom de "Jules" (lettre à son père, 15 mai 1841)

## Ouvrages
- Les Neiges d'antan (1877)
- Contes français (1848)
- Une nuit pendant la Fronde (1876)
- Fiordilino (1876)
- L’Hôpital de Bruges (1878)
- Légendes de Trianon, Versailles et Saint-Germain (1879), réédité aux Éditions Dismas en 1988.
- La Flèche de Caudebec, chronique normande (1880)
- Fleurs de France (1880)
- Légendes de Fontainebleau (1880)
- Les Jours de cristal (1882)
- La Maison de porcelaine (1882)
- Les Captifs de Jumièges (1883)
- Le Pendule à musique (1884)
- La Rose thé (1884)
- Une jeune châtelaine au XVIIe siècle (1886)
- Lydie Dartel (1886)
- L'Arc-en-ciel (posth.)
- L'hirondelle
- Le Chevalier de Trélon et Les Stuarts en France
- Chroniques normande (1905)